# شناشن
شناشن (تُكتب أيضًا شنشن ) هي قرية معزولة في بلدية تندوف، في ولاية تندوف، الجزائر.

## المناخ
تتمتع شناشن بمناخ صحراوي حار وجاف للغاية ( كوبن بي دبليو إتش ). إنها واحدة من أكثر الأماكن جفافاً على وجه الأرض وأكثرها حرارة خلال فصل الصيف. متوسط درجة الحرارة المرتفعة في يوليو هو 48.3 °م (118.9 °ف) ، وهي أعلى بمقدار 0.9 درجة مئوية من فرن كريك ووادي الموت بكاليفورنيا والأعلى على وجه الأرض (تتفوق شناشن على تاغازا القريبة في مالي بمقدار 0.1 درجة مئوية، وتاوديني ، أيضًا في مالي، بمقدار 0.4 درجة مئوية).